# Avro Vulcan

Vulcan B Mk 2.

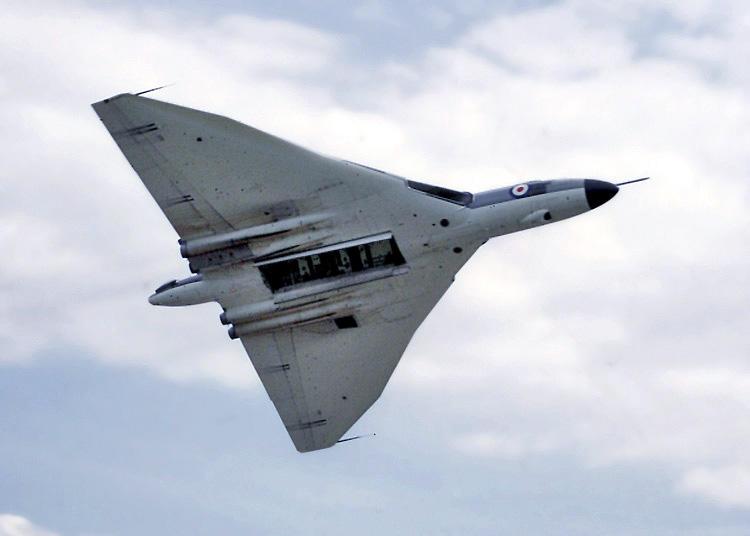
Vulcan met open bommenruim.

De Avro Vulcan was een zware strategische bommenwerper met subsonische snelheid van de Britse vliegtuigfabrikant A.V. Roe and Company. Het toestel met karakteristieke deltavleugels vloog voor het eerst op 30 augustus 1952 en het werd van 1956 tot 1984 door de Royal Air Force (RAF) gebruikt als deel van de nucleaire afschrikkingsmacht.

## Algemeen
De Avro Vulcan werd na de Tweede Wereldoorlog ontwikkeld omdat de RAF behoefte had aan een nieuwe strategische bommenwerper. Deze moest voldoen aan de volgende eisen:
- een groot vliegbereik
- een grote wapenlast kunnen dragen
- een hoge topsnelheid
- op grote hoogte kunnen opereren
- gemakkelijk in onderhoud
- overal inzetbaar.

De firma’s Vickers, Avro en Handley Page werd verzocht om toestellen te ontwerpen die aan deze eisen voldeden. Dit resulteerde in de RAF V-FORCE, een luchtvloot bestaande uit bommenwerpers van de typen Vickers Valiant, Avro Vulcan en Handley Page Victor. Avro was de enige fabrikant die zijn toestel, de Vulcan, met deltavleugels had uitgerust. De staartvleugels ontbraken en waren geïntegreerd in de ver achteruit geplaatste grote deltavleugels.
Het toestel had een bemanning van vijf personen: twee vliegers, een navigator, een radar operator en een electronic warfare operator en beschikte over een bommenruim dat in eerste instantie bedoeld was voor twee atoombommen van het type Yellow Sun Mk 1 en later voor de WE.177. De Vulcan startte zijn carrière ook als strategische bommenwerper bedoeld voor operaties op grote hoogten.
Binnen vrij korte tijd werden de toestellen echter aangepast; ze kregen de beschikking over voorzieningen om tijdens de vlucht te kunnen bijtanken, een verbeterde aanvalsradar en een verlengde romp. Aldus kon de Britse Blue Steel-raket en bij de USAF in ontwikkeling zijnde Skybolt-raket vervoerd worden. De Skybolt werd echter niet door de RAF aangekocht en de Britse Blue Steel-raket werd uit dienst genomen en vervangen door de Polaris die door de Royal Navy onder water kon worden afgeschoten. Hierdoor veranderde de rol van de Vulcan in die van een op lage hoogte opererende penetratiebommenwerper voor conventionele precisiewapens. Hij werd daarom uitgerust met een zeer geavanceerd en uitgebreid systeem voor Electronic countermeasures (ECM).
De toestellen bleven operationeel tot halverwege de jaren tachtig. Pas na de Falklandoorlog, waarin ze succesvol deelnamen aan Operatie Black Buck (het bombarderen van Argentijnse troepen en voorraden op het vliegveld bij Port Stanley), werden ze buiten dienst gesteld.
De Vulcans waren operationeel bij de volgende onderdelen.
- No. 9 Squadron, basis RAF Marham
- No. 12 Squadron basis RAF Lossiemouth
- No. 27 Squadron basis RAF Scampton
- No. 35 Squadron basis RAF Waddington
- No. 44 Squadron basis RAF Waddington
- No. 50 Squadron basis RAF Waddington
- No. 83 Squadron basis RAF Brize Norton
- No. 101 Squadron basis RAF Lossiemouth
- No. 617 Squadron basis RAF Lossiemouth
- No. 230 Operational Conversion Unit

## Ongevallen
- Op 20 september 1958 deed het prototype van de Vulcan VX770 bestuurd door een Rolls-Royce-testpiloot een flypast op de RAF Syerston Battle of Britain At Home-vliegshow. Het toestel vloog over de hoofdlandingsbaan, begon toen aan een rol naar stuurboord en klom lichtjes, waarbij de stuurboordvleugel uiteenviel. De VX770 ging in een duikvlucht met de stuurboordvleugel in brand en raakte de grond, waarbij drie inzittenden van een caravan en alle vier de bemanningsleden aan boord omkwamen. Mogelijke oorzaken waren onder meer pilootfouten, metaalmoeheid als gevolg van trillingen van de luchtinlaat en onvoldoende onderhoud.[1]